# G insular
O G insular () é uma forma da letra G que foi usada primeiro pelos irlandeses, e que passou depois para o inglês antigo, e foi depois transformado na letra Ȝ (yogh) do inglês médio. O inglês médio foi o falado entre os séculos XI a XV, altura da dominação normanda sobre a Inglaterra, esta língua importou o G carolíngio do continente europeu, ficando assim a língua com duas variantes da mesma letra original latina G.
O g insular é ainda atualmente usado na escrita da língua irlandesa.